# 漢米爾頓裸吻魚
漢米爾頓裸吻魚（學名：Psilorhynchus hamiltoni）為輻鰭魚綱鯉形目裸吻魚科的一個種，分布於亞洲印度西孟加拉邦的蒂斯塔河流域，體長可達3.1公分，其種名是以蘇格蘭博物學家弗朗西斯·漢密爾頓（1762-1829命名，他是印度魚類學的先驅，花了17年多的時間調查印度次大陸大片地區的淡水魚類。，棲息在沙石底質、水流快速的溪流，屬底棲性，生活習性不明。